# 丸川直子
丸川 直子（まるかわ なおこ）は、日本の脚本家。ジーベック出身で制作、文芸を担当していた。日本脚本家連盟所属。

## 参加作品

### テレビアニメ
- 爆れつハンター（1995年 - 1996年、文芸担当）[2]
- 機動戦艦ナデシコ（1996年 - 1997年、文芸担当）[3]
- 爆走兄弟レッツ&ゴー!!（1996年 - 1998年、アニメーションプロデューサー）
- 超速スピナー（1998年 - 1999年、アニメーションプロデューサー）
- シャーマンキング（2001年 - 2002年、文芸）[4]
- ロックマンエグゼ（2002年 - 2003年、脚本・アニメーションプロデューサー）[5]
- ロックマンエグゼAXESS（2003年 - 2004年、脚本）
- ロックマンエグゼStream（2004年 - 2005年、脚本・文芸）
- ロックマンエグゼBEAST（2005年 - 2006年、脚本）
- 流星のロックマン（2006年 - 2007年、脚本）[6]
- ディノブレイカー(2006年、脚本）[7]
- サルゲッチュ 〜オンエアー〜 2nd（2006年 - 2007年、脚本）
- PandoraHearts（2009年、脚本）[8]
- えむえむっ!（2010年、脚本）[9]
- To LOVEる -とらぶる- ダークネス（2012年、脚本）[10]
- デュエル・マスターズ ビクトリーV3（2013年 - 2014年、脚本）
- 競女!!!!!!!!（2016年、脚本）[11]
- トミカハイパーレスキュー ドライブヘッド 機動救急警察（2017年、脚本）
- ゆらぎ荘の幽奈さん（2018年、脚本）[12]
- 夫婦以上、恋人未満。（2022年、脚本）

### OVA
- シャーマンキング 「友情のかたち」（2002年、文芸）[13]
- 輪廻のラグランジェ ピクチャードラマ（2012年 - 2013年、シナリオ）

### 劇場アニメ
- 爆走兄弟レッツ&ゴー!!WGP 暴走ミニ四駆大追跡!（1997年、制作プロデューサー）[14]